# Escut de Baiasca
L'escut oficial de Baiasca té el següent blasonament:
Escut caironat: de sinople, una perla ondada d'argent, acompanyada al cap d'un gall fer de sable, becat d'or i amb la carúncula de gules.

## Història
Va ser aprovat el 6 de juliol del 2017 i publicat al DOGC el 14 del mateix mes.
Aquesta localitat pertanyent al terme de Llavorsí, que fins a mitjan segle xix va tenir un municipi propi, va assumir com a escut un que incorpora una perla ondada, que simbolitza la confluència del riu de Baiasca i el barranc de Cultius, i un gall fer, un animal molt representatiu de la fauna pirinenca.
Com és preceptiu en tots els escuts de les entitats municipals descentralitzades, aquest tampoc porta corona.